# Krsto Asenov
Krsto Asenov (Bugarski jezik: Кръстьо Хаджипетров Асенов) (rođen 1877., Sliven, Bugarska - ubijen u kolovozu 1903., selo Kornišor, Pajak Planina, Kukuško, Egejska Makedonija, Grčka). Bugarski makedonsko-odrinski revolucionar, blizak suradnik i suborac Goce Delčeva i Jane Sandanskog. Sudionik otmice američke misionarke Miss Ellen Stone.

## Životopis
Krsto Asenov bio je sestrić legendarnog bugarskog vojvode Hadži Dimitra (Dimitar Nikolov Asenov) kojeg je opjevao veliki bugarski pjesnik Hristo Botev. Svoje svjetonazore oformio je pod snažnim utjecajem socijalističkih ideja. Još kao vrlo mlad obratio se Goce Delčevu koji ga uvodi u makedonsko-odrinski revolucionarni pokret.  Kao učitelj u gornodžumajskom selu Leško (Pirinska Makedonija) pokazao se kao vrstan organizator i energičan borac u obrani Džumajskoga kraja i Maleševije od vrhovističkih nasrtaja.

Krsto Asenov bio je, uz Hrista Černopeeva, desna ruka Janetu Sandanskom u organiziranju i provođenju poznate otmice američke protestantske misionarke Miss Ellen Stone koja je izvršena s ciljem pribavljanja novčanih sredstava za kupnju potrebnog oružja. Otmica je izvedena u kolovozu 1901. godine. Zatražena je otkupnina od 25.000 zlatnih lira. Vijest o otmici snažno je odjeknula u Europi i Americi. Nakon višemjesečnih očajničkih pokušaja turskih vlasti koje u Pirinsku Makedoniju šalju tisuće vojnika ne bi li pronašli i likividirali otmičare - 20. siječnja 1902. u Banskome je otmičarima isplaćena umanjena otkupnina u iznosu od 14.000 lira, a Miss Stone i njezina prevoditeljica oslobođene su 10. veljače 1902. kraj sela Gradošorci, Strumičko. 
Uz široku aktivnost Krsta Asenova najtješnje se vezuju uspješne pripreme za Ilindenski ustanak u Kukuškom kraju. U ovaj makedonski revolucionarni rajon koji mu je, kako se vjeruje, povjerio osobno Goce Delčev, i u kojem je imao funkciju solunskog okružnog vojvode, Asenov dolazi u isto vrijeme kada i njegov bliski suborac Sava Mihajlov. Asenov je tu uspio okupiti više od 200 ilindenskih ustanika. Štoviše, u lipnju 1903., u samo predvečerje ustanka, s pomoćnikom vojvodom Trajkom Jotovim, planirao je, zajedno s okolnim seoskim i gradskim stanovništvom, udruženi napad i osvajanje egejskoga grada Kukuša, rodnoga mjesta Goce Delčeva. Plan je u zadnji čas provaljen, pa 29. srpnja 1903. u blizini sela Postol dolazi do snažnog okršaja s turskim postrojbama s gotovo 3.000 vojnika koje su dopremljene iz garnizonā u Kukušu, Dojranu i Gevgeliji. Time je u tadašnjem Solunskom okrugu bio najavljen početak Ilindenskog ustanka.
Tragična smrt Krste Asenova u selu Kornišor na Pajak Planini vezana je uz jednu bizarnu romantičnu obiteljsku sekvencu. Na sam dan početka Ilindenskog ustanka, u atmosferi ispunjenoj revolucionarnim zanosom i uzbuđenjem, nakon crkvenog posvećenja Crvenog ustaničkog barjaka koji je u četu donijela mlada kukuška učiteljica Ana Maleševska, kći Nikole Maleševskog, dugogodišnjeg odanog suradnika Goce Delčeva i Jane Sandanskog, Krsto Asenov zamolio je seoskog popa da ga vjenča s Anom Maleševskom. No taj je romantični obredni čin, koji je obavljen s puno emocija, među nekim ustanicima, ponesenim predrasudama i zaostalošću izazvao suspregnuti revolt: “Mi dižemo ustanak, a on se ženi!” Nekoliko dana kasnije Krsto Asenov podlo je ubijen u snu. Revolucionarni sud osudio je njegova ubojicu Mica Golemanova (Mico Golemanov) na smrt i izvršio smrtnu kaznu. Organizator urote i ubojstva, vojvoda Gone Beginin, pobjegao je u Bugarsku, nastanio se u Perniku i doživio duboku starost.[nedostaje izvor]